# Rottboelliinae
Rottboelliinae, podtribus trava u tribusu Andropogoneae. Postoje tri priznata roda sa 18 vrsta. Podtribus je opisan 1830.

## Rodovi
1. Coix L. (4 spp.)
2. Rottboellia L. fil. (12 spp.)
3. Chasmopodium Stapf (2 spp.)